# Roc del Farradal
El Roc del Farradal és una muntanya de 1.302,4 metres d'altitud del terme municipal de Vall de Cardós, a la comarca del Pallars Sobirà, dins de l'antic terme d'Estaon.
Està situat a prop i al nord-est del poble de Bonestarre, al nord-oest del de Cassibrós i al sud-oest del d'Ainet de Cardós, a la dreta de la Noguera de Cardós.